# Ptycholaemus signaticollis
Ptycholaemus signaticollis là một loài bọ cánh cứng trong họ Cerambycidae.